# LPD433
LPD433 (förkortning för low power device 433 MHz) är ett frekvensband för radiokommunikation som är licensfri i CEPT-länderna.
Frekvensområdet används för utrustning som behöver kommunicera lokalt med annan utrustning, exempelvis fjärrkontroller till bilar och hemautomation.